# آمسبری (ماساچوست)
آمسبری(به انگلیسی: Amesbury) شهری در شهرستان اسکس ایالت ماساچوست می‌باشد که در سال ۱۶۶۸ بنیان‌گذاری شده‌است. این شهر در سرشماری سال ۲۰۱۰ میلادی، ۱۶٬۲۸۳ نفر جمعیت داشته‌است.

## نگارخانه

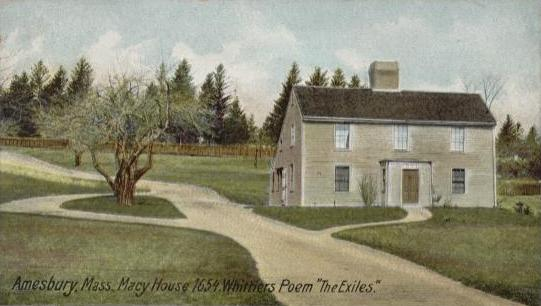
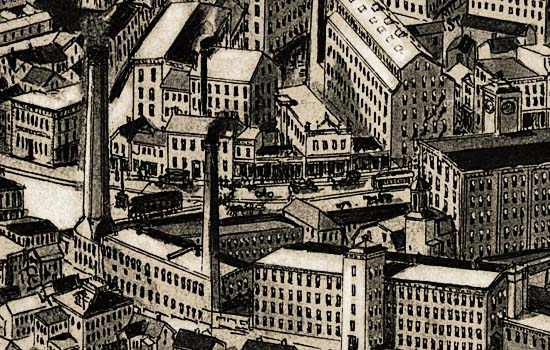
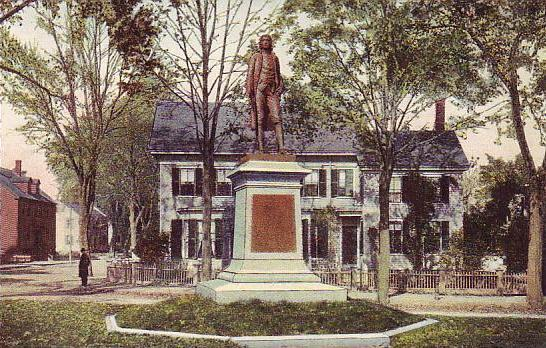
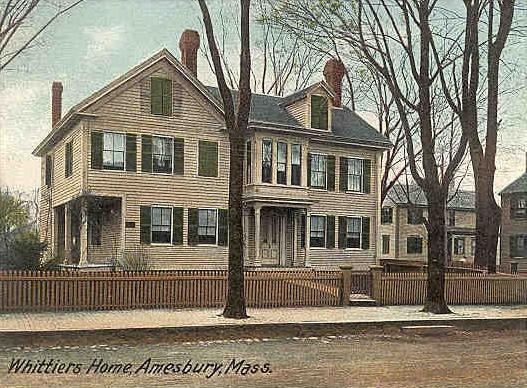